# 路易斯·萨恩斯·培尼亚
路易斯·萨恩斯·培尼亚·达维拉（西班牙語：Luis Sáenz Peña Dávila；1822年4月2日—1907年12月4日) ，律师和阿根廷总统（1890年—1892年）。
他从布宜诺斯艾利斯大学法律系毕业，参加1860年宪法汇编。他是全国代理和参议员之一。1882年他占有在布宜诺斯艾利斯省最高法院的一个位子。后他被雇用作为省银行的主席，法律学院的主任和在教育委员会一个成员。
1892年任总统，1895年1月23日他对国会提出辞职并被接受，政府转到何塞·埃瓦里斯托·乌里武鲁将军手中，他1898年完成任期。
| 前任： 卡洛斯·佩列格里尼 | 阿根廷总统 1892年—1895年 | 繼任： 何塞·埃瓦里斯托·乌里武鲁 |